# General Electric T31
Le General Electric T31 (désignation interne de la compagnie TG-100) fut le premier turbopropulseur conçu et fabriqué aux États-Unis.

## Conception et développement

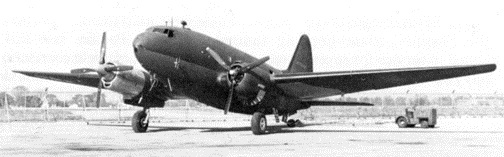
Le prototype XC-113, avec un T31 en position no 2. L'avion se comporta si mal au sol qu'il ne vola finalement jamais.

Le TG-100 tira bénéfice de l'échange de technologies anglo-américain, et du fait que l'un de ses concepteurs, Glenn Warren, détermina que la plus importante des contributions britanniques était le concept de « boîtes à flammes » multiples. Le dessin du compresseur axial de General Electric était directement influencé par celui du NACA (ancêtre de la NASA), avec leur compresseur à 8 étages. Le NACA avait développé la théorie puis avait conçu et testé le compresseur.La première mise en route du moteur fut effectuée en mai 1945, puis, le XT-31 prit l'air pour la première fois dans l'avion expérimental Consolidated Vultee XP-81,, volant pour la première fois le 21 décembre 1945. Il s'agissait alors du premier turbopropulseur américain à propulser un avion. Le Vultee fut, à l'occasion, le premier appareil au monde à voler avec la combinaison d'un turbopropulseur et d'un turboréacteur.
Le T31 était monté dans le nez de l'avion, alors qu'un turboréacteur Allison J33 monté dans l'arrière du fuselage, apportait une poussée additionnelle. La sortie des gaz du TG-100, qui débouchait sous le ventre de l'appareil, fournissait aussi une petite poussée supplémentaire et apportait également de l'air chaud pour le dégivrage des bords d'attaque des ailes et de la queue. Le T31 fut aussi utilisé sur l'avion XF2R-1 de l’US Navy, également propulsé par une combinaison turboréacteur/turbopropulseur. Le moteur aurait également du être testé en vol expérimentalement sur un Curtiss XC-113 (un Curtiss C-46 Commando modifié), mais l'expérience fut abandonnée après que l'XC-113 fut impliqué dans un accident au sol. Seulement 28 exemplaires du T-31, et aucun ne fut utilisé sur un avion de série, mais sa mise au point fut le début de la grande histoire de l'évolution de la famille des turbopropulseurs.
Un dérivé du T-31, le General Electric TG-110, qui reçut la désignation militaire T41, fut commandé mais ensuite annulé.

## Applications
- Consolidated Vultee XP-81[1]
- Curtiss-Wright XC-113
- XF2R-1 Dark Shark